# 데빌스 푸드 케이크

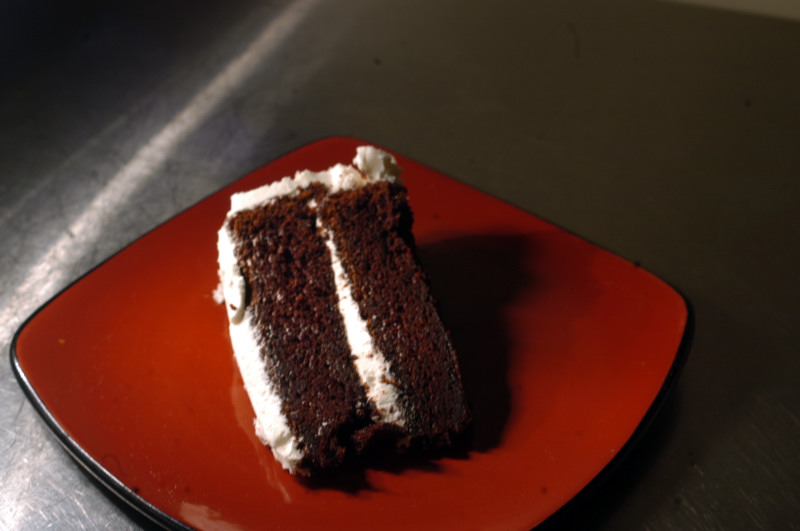

데빌스 푸드 케이크(Devil's food cake)는 촉촉하고 진한 초콜렛 겹 케이크이다.
20세기에 걸쳐 조리법이 다양하고 이용 가능한 재료가 바뀌었기 때문에 악마의 음식이 표준적인 초콜릿 케이크와 구별되는 점을 정확하게 구분하기는 어렵다. 그러나 전통적으로 일반 초콜릿 케이크보다 초콜릿 함량이 높아 색상이 더 어둡고 질감이 더 짙다.
데블스 푸드 케이크는 20세기 초 미국에서 발명되었다.

## 같이 보기
- 엔젤 푸드 케이크
- 레드 벨벳 케이크
- 미시시피 머드파이